# 6718 Beiglböck
6718 Beiglböck eller 1990 TT12 är en asteroid i huvudbältet som upptäcktes den 14 oktober 1990 av de båda tyska astronomen Freimut Börngen och Lutz D. Schmadel vid Tautenburg-observatoriet. Den är uppkallad efter den tyske matematikern Wolf D. Beiglböck.
Den tillhör asteroidgruppen Koronis.